# Ковшаровка
Ковшаро́вка (укр. Ківшарівка) — посёлок в Купянском городском совете Харьковской области Украины.

## Географическое положение
Посёлок городского типа Ковшаровка находится на левом берегу реки Оскол, выше по течению на расстоянии в 1,5 км расположен пгт Купянск-Узловой, ниже по течению на расстоянии в 7 км расположено село Глушковка, на противоположном берегу — село Осиново. По посёлку протекает пересыхающая речушка «Дубовка», выше по течению которой примыкает село Новоосиново. К посёлку примыкают большие лесные массивы.

## История
В 1870 году на левом берегу Оскола существовал хутор Ковшаревка.
В 1963—1967 годах в Ковшаровке был построен и введён в строй большой Купянский литейный завод, что привело к росту населения и увеличению площади застройки.
В 1987 году в результате объединения сёл Притулова, Заборовки и Ковшаровки возник пгт Ковшаровка.
В январе 1989 года численность населения составляла 23 772 человека, по данным переписи 2001 года — 23 529 человек, на 1 января 2013 года — 19 422 человека.
С февраля по сентябрь 2022 года посёлок был оккупирован РФ. 28 сентября освобождён ВСУ и бойцами спецподразделения KRAKEN, в ходе контрнаступления в Харьковской области.

## Экономика
- Купянское механосборочное предприятие, ООО.
- Питомник, САО «Юлдуз Мухбад».

## Транспорт
Рядом проходит железная дорога, станция Разъезд Ковшаровка.

## Объекты социальной сферы
- Детские сады № 10, № 12, № 15
- Средняя школа № 11
- Лицей № 8
- Гимназия № 2
- Высшее профессиональное училище № 27
- Детская музыкальная школа № 2

## Известные уроженцы
- Аникеев, Юрий Владимирович (род. 1983) — украинский спортсмен, специализирующийся на игре в шашки.
- Кошевой, Евгений Викторович (род. 1983) — украинский актёр студии «95 квартал», актёр КВН[7].
- Живолуп, Михаил Андреевич (1909—1991) — генерал-майор, участник Великой Отечественной войны, Герой Советского Союза[8].
- Антон Савлепов[укр.] (род. 1988) — украинский музыкант, шоумен, стендапер, экс-солист группы «Quest Pistols», участник группы «Агонь».